# Ya-Yerv Corona
L'Ya-Yerv Corona è una struttura geologica della superficie di Venere.